# El cielo, la tierra y la lluvia
El Cielo, La Tierra y la Lluvia es una película chilena del año 2008. Dirigida por José Luis Torres Leiva, protagonizada por Pablo Krögh, Angélica Riquelme, Norma Ortiz y Julieta Figueroa.

## Sinopsis
En las imágenes del sur de Chile, un paisaje rural amargo parece ganar terreno hasta borrar definitivamente cualquier horizonte de escape. Ana, Verónica, Marta y Toro son cuatro solitarias personas que viven a través de la rutina y el silencio. Se reúnen a comer, pasean por la playa, se trasladan en un transbordador o simplemente se acompañan sin la necesidad de decir nada. Buscan amor, sexo, afectos familiares inexistentes, espacios y tiempos propios no sólo para despegarse de la soledad que los constituye íntimamente, sino también, para finalmente encontrarse ellos mismos.

## Reparto
- Pablo Krögh
- Angélica Riquelme
- Norma Ortiz
- Julieta Figueroa
- Mariana Muñoz
- Ignacio Agüero
- Maité Fernández
- Fernando González
- Samuel González
- Hugo Medina
- Francisco Ossa
- Patrick Puigmal
- Isabel Quinteros
- Rocío Terroba
- Chamila Rodríguez

## Premios
- Ganadora Premio FIPRESCI en XXXVII Festival Internacional de Cine de Rótterdam, Holanda, 2008.
- Ganadora Premio FICCO como Mejor Película en V Festival Internacional de Cine Contemporáneo de Ciudad de México, 2008.
- Ganadora Premio Especial del Jurado DAUM en Corea.